# Била сам јача
Била сам јача је југословенски филм, снимљен 1953. године у режији Густава Гаврина, који је писао и сценарио заједно са Радошем Новаковићем.

## Радња
За време рације окупатора, партизанка—лекар решава да уместо бекства са лековима на слободну територију, помогне болесном детету окупаторовог сарадника. Дете бива спашено, а њена лекарска етика побеђује.

## Улоге
| Глумац               | Улога                     |
| -------------------- | ------------------------- |
| Сава Северова        | Марија, докторка          |
| Мира Ступица         | Зора                      |
| Никола Поповић       | Начелник, Зорин муж       |
| Божидар Дрнић        | Апотекар                  |
| Иво Јакшић           | Немачки мајор             |
| Љуба Тадић           | Агент                     |
| Божидар Марјановић   | Бора, Зорин син           |
| Љубиша Јовановић     | Српски наредник, квислинг |
| Млађа Веселиновић    |                           |
| Александар Огњановић |                           |
| Раде Брашанац        |                           |
| Фран Новаковић       |                           |
| Миодраг Науновић     |                           |

Комплетна филмска екипа  ▼
| Редитељ                   | Густав Гаврин         |                                         |
| Сценариста                | Густав Гаврин         | (писац)                                 |
| Сценариста                | Радош Новаковић       | (писац)                                 |
| Композитор                | Стеван Христић        |                                         |
| Директор фотографије      | Михајло Поповић       | директор фотографије (као Мика Поповић) |
| Монтажер                  | Клеопатра Харисијадес |                                         |
| Сценограф                 | Зоран Зорчић          |                                         |
| Уметнички директор        | Милан Тодоровић       |                                         |
| Декоратер сцене           | Вукашин Младеновић    |                                         |
| Декоратер сцене           | Ђура Рашић            |                                         |
| Декоратер сцене           | Милан Сарић           |                                         |
| Одсек за шминку           | Савета Ковач          | шминкерка (као Јелисавета Ковач)        |
| Менаџер продукције        | Душан Петровић        | директор филма                          |
| Менаџер продукције        | Петар Шобајић         | помоћник директора филма                |
| Помоћник режије           | Стојан Ћулибрк        | помоћник редитеља                       |
| Помоћник режије           | Дејан Косановић       | помоћник редитеља                       |
| Уметнички одсек           | Сретен Јовановић      | сценски реквизитер                      |
| Уметнички одсек           | Ђура Рашић            | сет дизајнер                            |
| Одсек за звук             | Вукашин Дабушко       | асистент тонског сниматеља              |
| Одсек за звук             | Драган Гроздановић    | асистент тонског сниматеља              |
| Одсек за звук             | Божидар Вукадиновић   | тон мајстор (као Божа Вукадиновић)      |
| Одсек за камеру и расвету | Раде Брашанац         | техничар за осветљење                   |
| Одсек за камеру и расвету | Драгољуб Караџиновић  | пратилац камере                         |
| Одсек за камеру и расвету | Влада Матејић         | пратилац камере                         |
| Одсек за камеру и расвету | Арсеније Ровнар       | вођа расвете (као Арса Ровнан)          |
| Одсек за камеру и расвету | Радомир Станковић     | техничар за осветљење                   |
| Одсек за камеру и расвету | Милан Тркуља          | техничар за осветљење                   |
| Одсек за костим           | Даринка Микљановић    | гардеробер                              |
| Музички одсек             | Стеван Христић        | диригент                                |
| Музички одсек             | Нада Недељковић       | музички уредник (као Нада Пантић)       |
| Остала екипа              | Марија Гаврин         | секретар режије                         |